# Auge de la IA
L'auge de la IA (intel·ligència artificial) és un període continu de ràpid progrés en el camp de la intel·ligència artificial (IA) que va començar a finals de la dècada de 2010 abans de guanyar protagonisme internacional a la dècada de 2020. Alguns exemples inclouen la predicció de plegament de proteïnes d'AlphaFold d' liderada per Google DeepMind, així com models de llenguatge extens i aplicacions d'IA generativa desenvolupades per OpenAI. Aquest període de vegades s'anomena primavera AI, per contrastar-lo amb els hiverns AI anteriors.

## Històriaa
El 2012, un equip d'investigació de la Universitat de Toronto va utilitzar xarxes neuronals artificials i tècniques d'aprenentatge profund per reduir la taxa d'error per sota del 25% per primera vegada durant el repte ImageNet per al reconeixement d'objectes en visió artificial. L'esdeveniment va catalitzar el boom de la IA més tard aquella dècada, quan molts antics alumnes del repte ImageNet es van convertir en líders de la indústria tecnològica.  El març de 2016, AlphaGo va vèncer a Lee Sedol en un partit de cinc jocs d'AlphaGo contra Lee Sedol, la primera vegada que un prograa informàtic Go va vèncer a un professional de 9 dan sense handicap. Aquest partit va provocar un augment significatiu de l'interès públic per la IA. La carrera d'IA generativa va començar de debò el 2016 o el 2017 després de la fundació d'OpenAI i els avenços anteriors realitzats en les unitats de processament gràfic (GPU), la quantitat i la qualitat de les dades d'entrenament, les xarxes adversàries generatives, els models de difusió i les arquitectures de transformadors.
El 2018, l'Índex d'Intel·ligència Artificial, una iniciativa de la Universitat Stanford, va informar d'una explosió global d'esforços comercials i de recerca en IA. Europa va publicar el major nombre de treballs en aquest camp aquell any, seguida de la Xina i Amèrica del Nord. Tecnologies com AlphaFold van conduir a prediccions més precises del plegament de proteïnes i van millorar el procés de desenvolupament de fàrmacs. Economistes i legisladors van començar a discutir l'impacte potencial de la IA amb més freqüència. El 2022, els model de llenguatge extens (LLM) van veure un ús augmentat a les aplicacions de chatbot; els models de text a imatge podrien generar imatges que semblaven fetes per l'home; i el programari de síntesi de la veu van ser capaços de replicar la parla humana de manera eficient.
Segons les mètriques del 2017 al 2021, els Estats Units superen la resta del món pel que fa al finançament de capital risc, el nombre de startups i les patents concedides en IA. Els científics que han emigrat als EUA tenen un paper desmesurat en el desenvolupament de la tecnologia d'IA al país. Molts d'ells van ser educats a la Xina, fet que va provocar debats sobre problemes de seguretat nacional enmig de l'empitjorament de les relacions entre els dos països.
Els experts han plantejat el desenvolupament de la IA com una competició per obtenir avantatges econòmics i geopolítics entre els Estats Units i la Xina. El 2021, un analista del Consell de Relacions Exteriors va esbossar maneres en què els EUA podrien mantenir la seva posició enmig del progrés fet per la Xina. El 2023, un analista del Centre d'Estudis Estratègics i Internacionals va defensar que els Estats Units utilitzessin el seu domini en la tecnologia d'IA per impulsar la seva política exterior en lloc de confiar en acords comercials.

## Avenços

### Biomèdica
La puntuació d'AlphaFold 2 de més de 90 a la prova de distància global (GDT) de CASP es considera un assoliment important en biologia computacional  i un gran progrés cap a un gran repte de la biologia de dècades. El guanyador del Premi Nobel de química i biòleg estructural Venki Ramakrishnan va qualificar el resultat d'"un avenç sorprenent en el problema del plegament de proteïnes", i va afegir que "s'ha produït dècades abans que moltes persones en el camp ho haguessin predit".
S'espera que la capacitat de predir les estructures de proteïnes amb precisió en funció de la seqüència d'aminoàcids constituents acceleri el descobriment de fàrmacs i permeti una millor comprensió de les malalties.

### Imatges i vídeos

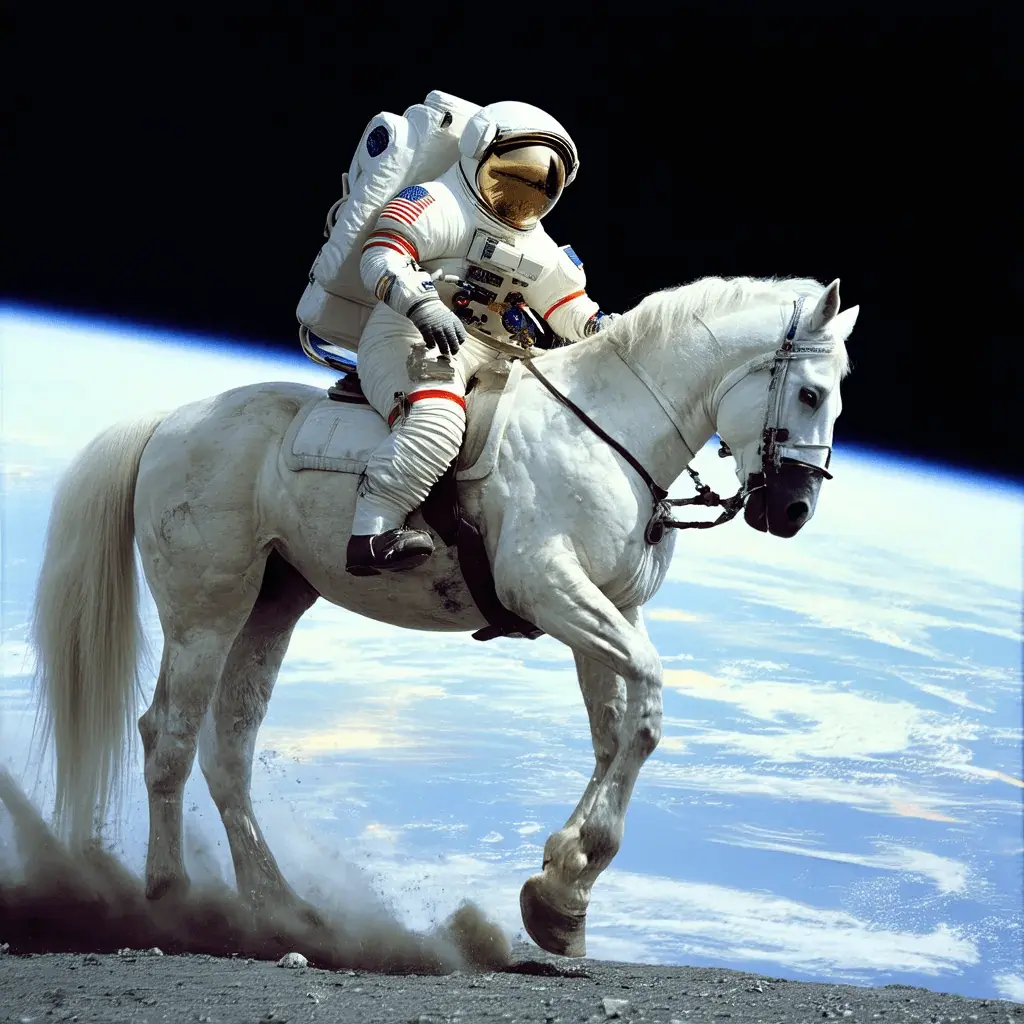
Una imatge generada per Stable Diffusion a partir del text que demana "una fotografia d'un astronauta muntant a cavall"

Els models de text a imatge van captar l'atenció del públic generalitzat quan OpenAI va anunciar DALL-E, un sistema de transformació, el gener de 2021. Un successor capaç de generar imatges complexes i realistes, DALL-E 2, es va presentar a l'abril de 2022. Un model alternatiu de text a imatge, Midjourney, es va llançar el juliol de 2022. Un altre model alternatiu, de codi obert, Stable Diffusion, publicat l'agost de 2022.
Seguint altres models de text a imatge, plataformes de text a vídeo basades en models de llenguatge com Runway, Sora, DAMO d'OpenAI, Make-A-Video, Imagen Video i Phenaki pot generar vídeo a partir de missatges de text i imatges.

### Llengua
GPT-3 és un model de llenguatge extens que OpenAI va llançar el 2020 i és capaç de generar text semblant a un humà d'alta qualitat. S'ha atribuït a l'eina que va estimular i accelerar l'auge de la IA després del seu llançament. A ChatGPT es va utilitzar una versió actualitzada anomenada GPT-3.5, que més tard va cridar l'atenció per les seves respostes detallades i les respostes articulades en molts dominis de coneixement. Una nova versió anomenada GPT-4 es va publicar el 14 de març de 2023 i es va utilitzar al motor de cerca de Microsoft Bing.  S'han llançat altres models lingüístics, com PaLM i Gemini de Google i LLaMA de Meta Platforms.
El gener de 2023, es va llançar DeepL Write, una eina basada en IA per millorar textos monolingües. El desembre de 2023 Google va llançar el model de llenguatge Gemini.

### Música i veu
El 2016, Google DeepMind va presentar WaveNet, una xarxa d'aprenentatge profund que produïa música en anglès, mandarí i piano.
15.ai, una aplicació web gratuïta de síntesi de veu llançada el març de 2020, va ser un desenvolupament primerenc del boom de la IA que utilitzava la IA per a la síntesi de veu. La plataforma podria generar veus de personatges convincents utilitzant tan sols 15 segons de dades d'entrenament. L'aplicació va guanyar una atenció generalitzada a principis de 2021 per la seva capacitat de sintetitzar el discurs emocionalment expressiu de personatges de ficció populars, esdevenint particularment influent en la creació de contingut en línia.
A l'abril de 2024, les cançons originals de llarga durada generades per un creador pseudònim anomenat "Glorb" utilitzant les veus de personatges de dibuixos animats de la caricatura de Bob Esponja s'escoltaven milions de vegades a Spotify i YouTube. Glorb no està afiliat al titular dels drets d'autor ni als intèrprets de veu originals.